# Батина (Драж)
Батина (мађ. Kiskőszeg) је село и лука на Дунаву, у Барањи, општина Драж, Осјечко-барањска жупанија, Република Хрватска.

## Географија
Налази се на 25 km од Осијека. Батина се налази на путу М 17.1 Осијек - Батина - Бездан. Године 1974. подигнут је мост преко Дунава. Он је сада гранични прелаз.

## Историја
На брду Градац откривено је насеље које је постојало од средњег бронзаног доба до почетка гвозденог доба.
Срез Батина је имао најмању плодност у Краљевини Југославији, био је једино место са више стараца него деце.
Поред села је у новембру 1944. у Другом светском рату вођена Батинска битка, окончана победом јединица НОВЈ и Црвене армије.
До територијалне реорганизације у Хрватској, налазила се у саставу старе општине Бели Манастир.

## Становништво
На попису становништва 2011. године, Батина је имала 879 становника.

## Попис1991.
На попису становништва 1991. године, насељено место Батина је имало 1.449 становника, следећег националног састава:
| Попис 1991.‍   | Попис 1991.‍  | Попис 1991.‍ | Попис 1991.‍ | Попис 1991.‍ |
| ------------- | ------------ | ----------- | ----------- | ----------- |
|               |              |             |             |             |
| Мађари        | Мађари       |             | 688         | 47,48%      |
| Хрвати        | Хрвати       |             | 446         | 30,77%      |
| Југословени   | Југословени  |             | 170         | 11,73%      |
| Срби          | Срби         |             | 61          | 4,20%       |
| Немци         | Немци        |             | 10          | 0,69%       |
| Словенци      | Словенци     |             | 10          | 0,69%       |
| Албанци       | Албанци      |             | 8           | 0,55%       |
| Пољаци        | Пољаци       |             | 3           | 0,20%       |
| Аустријанци   | Аустријанци  |             | 1           | 0,06%       |
| Бугари        | Бугари       |             | 1           | 0,06%       |
| неопредељени  | неопредељени |             | 36          | 2,48%       |
| регион. опр.  | регион. опр. |             | 2           | 0,13%       |
| непознато     | непознато    |             | 13          | 0,89%       |
| укупно: 1.449 |              |             |             |             |